# Llengua yagan
La llengua yagan o yámana, esmentat també en la literatura com a háusi kúta, inchikut, tekeenika, yahgan o yappu, va ser l'idioma dels yagans, un poble amerindià nòmada que vivia a les illes i canals de l'extrem sud de Xile i l'Argentina. És una llengua isolada extinta, perquè al present sols se'n coneixia una parlant (d'edat avançada): Cristina Calderón, nascuda el 24 de maig del 1928, que va viure en el vilatge xilè de Vila Ukika, en la rodalia de Port Williams (Illa de Navarino), la qual va morir el 16 de febrer de 2022 a 93 anys.

## Denominacions

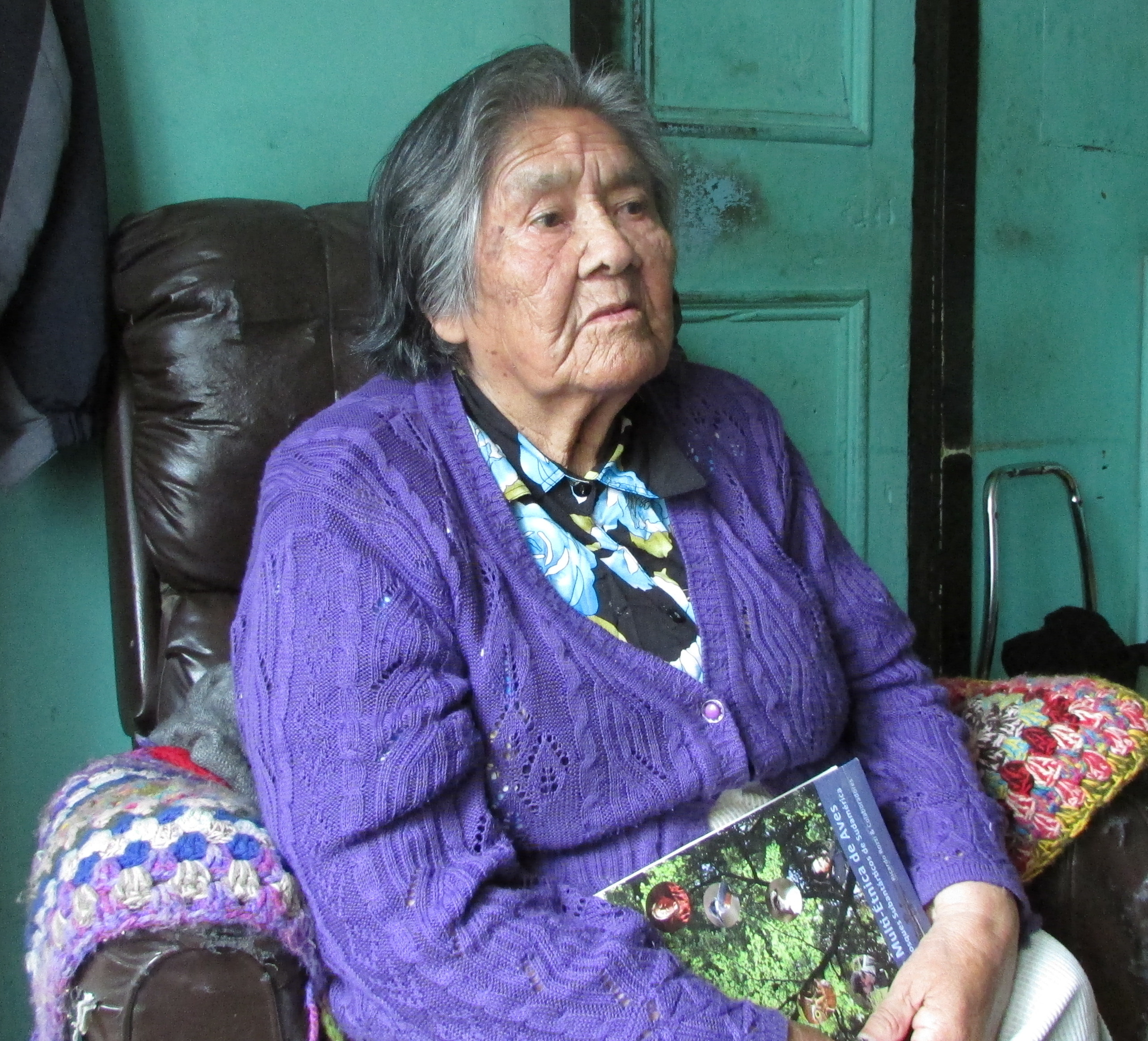
Cristina Calderón, darrera locutora del yagan.

De les denominacions donades als seus parlants, la més coneguda és "yagan" (de l'anglès Yahgan), inventada pel missioner colonitzador d'Ushuaia, Thomas Bridges:
| « | El canal Narrows, a prop del qual es va establir la nostra missió, anomenat pels nadius Yahga, es pot considerar el centre de la seva terra i la llengua tal com es parlava era allò que vaig aprendre, i la seva forma més pura, essent la forma mitjana entre les seves varietats parlades cap al sud, cap a l'est i cap a l'oest. Per aquestes raons, Yahgan semblava un nom adequat, i ara es coneix a tot arreu. | » |

Al costat del nom yagan, s'ha emprat el terme "yámana" (del yagan jámana, "home") per a referir-se al poble i a la seva llengua; però aquest terme no era acceptat per les darreres dues parlants, perquè significa "home/varó", és a dir, solament en la seva accepció d'"ésser humà de sexe masculí".
El nom inchikut és una paraula composta el primer terme de la qual sembla provenir de l'anglès indian, que després significç simplement idioma dels indis.
D'acord amb Adalberto Salas, el nom háusi kúta (escrit per aquest autor háusi kút~) és el que li donaven les darreres locutores.

## Història
El yagan era la llengua més austral del món i fins al començ del segle xx era parlat en l'àrea costanera austral de l'illa de Terra del Foc, i a les illes i canals entre el canal de Beagle i el cap d'Hornos. En 1886 a més es registrava una petita població parlant d'aquest idioma també en l'arxipèlag de les Malvines, en una missió de l'illa Guaita o Keppel.

Ha estat descrit com una llengua amb un lèxic molt ampli, però no existeix acord entre els lingüistes sobre la seva relació amb altres llengües, i si bé roman considerada una llengua isolada, s'ha provat de relacionar-la amb altres llengües de l'àrea de la Terra del Foc, com el kawésqar o el chono, les llengües chon i amb llengües geogràficament més distants com el mapudungun.El mode de vida dels yagans actuals va ser semblant al de la població rural de qualsevol altre origen de l'extrem austral d'Argentina o Xile, en res diferent del de la població emigrada, especialment de Chiloé, cap a aquesta zona. El 1972 sols dos ancians, Felipe Álvarez i Benito Sarmiento, estaven disposats a informar sobre la seva llengua i per ells es va saber que altres 5 o 7 la coneixien, que entre els altres membres de la població alguns recordaven solament unes quantes paraules, i que els més joves la ignoraven del tot. En referir-se a l'actitud dels yámana, de no voler parlar la seva llengua, afirmava Benito Sarmiento:
| « | És que no s'oblida, sinó per orgull la deixen estar, puix que jo he dit moltes vegades, jo no me'n puc orgull (sic) ; jo m'oblido yahgan (sic), jo sempre continuaré de parlar yahgan, fins que jo em moriré. | » |

(Benito Sarmiento —mort el 1975— vivia absolutament i solament en la caleta de Mejillones, a uns 28 km a l'oest de Port Williams. A Mejillones, engir del 1930, es van construir unes casetes per als indígenes que actualment són completament deshabitades. Llur actitud era una excepció, tant els yámanas com els kawésqar es mostren reluctants a parlar les llurs llengües davant estranys.
El 2006 sols romania una locutora de llengua materna yagan, Cristina Calderón, la qual després de la mort de la seva germana Úrsula, no va tenir possibilitat de parlar la seva llengua amb altres persones. Això l'empenyé a la creació d'un diccionari per a preservar tot el lèxic que recordava, es desconeix si va l'acabà, puix que Cristina Calderón va morir el 2022.

## Fonologia
Bridges i els altres investigadors de l'idioma yámana han proposat diferents sistemes fonològics per a la llengua. L'alfabet que s'usa avui dia per a transcriure-la distingeix 7 vocals i 16 consonants, si bé hi ha un estudi de Poblete y Salas que indica que hi hauria 18 consonants. En canvi, el dialecte o estadi de l'idioma documentat per Bridges tenia un més gran nombre de consonants, perquè existia oposició entre sordes com a /p/ i /t/ i sonores com a /b/ i /d/.

### Vocals
En la següent taula es mostren les 7 vocals de l'idioma. Per a la seva representació escrita en l'Alfabet Oficial s'empren els mateixos signes que s'usen en l'Alfabet Fonètic Internacional, a excepció de la vocal mitjana central que s'escriu ö.
|         | Anterior | Central | Posterior |
| ------- | -------- | ------- | --------- |
| Tancada | i        |         | u         |
| Mitjana | e        | ö (ə)   | o         |
| Oberta  | æ        | a       |           |

### Consonants
|                                                     | Bilabial | Labio-dental | Alveolar | Alveo-palatal | Retroflexa | Velar | Glotal |
| oclusiva                                            | p        |              | t        |               |            | k     | ʔ*     |
| africada                                            |          |              |          | ch [t͡ɕ]       | tɻ*        |       |        |
| fricativa                                           |          | f            | s        | š [ɕ]         |            | x     | h      |
| nasal                                               | m        |              | n        |               |            |       |        |
| aproximant                                          | w        |              |          | j             | rh [ɻ]     |       |        |
| vibrant                                             |          |              | r [ɾ]    |               |            |       |        |
| líquida                                             |          |              | l        |               |            |       |        |
| * No reconeguts com a fonemes en l'Alfabet Oficial. |          |              |          |               |            |       |        |

### Pronunciació
| Llettes A – M                           | A      | Æ                       | Ch/Č   | E         | Ö/Ǎ     | F                  | H                      | I             | J/Y     | K        | L         | M             |
| --------------------------------------- | ------ | ----------------------- | ------ | --------- | ------- | ------------------ | ---------------------- | ------------- | ------- | -------- | --------- | ------------- |
| Pronunciat                              | a      | æ                       | tʃe    | e         | ə pejpi | ef                 | ha                     | i             | jot     | ka       | el        | em            |
| So IPA                                  | a      | æ                       | tʃ     | e         | ə       | f                  | h                      | i             | j       | k        | l         | m             |
| Exemple                                 | Ánan   | Mæpi                    | Číli   | Ekóle     | Lǎm     | Taflá              | Halajélla              | Ílan          | Ječéla  | Kuluána  | Lufkié    | Masákon       |
| Pronunciació IPA                        | ánan   | mæpi                    | tʃíli  | ekóle     | lɘm     | taflá              | halajélːa              | ílan          | jetʃéla | kuluána  | lufkié    | masákon       |
| Anglès                                  | Canoe  | Jonquil (rush daffodil) | Wave   | One       | Sun     | Fat                | I leave you (farewell) | Southern wind | Dog     | Grandma  | Owl       | Father-in-law |
| Espanyol                                | Canoa  | Junquillo               | Ola    | Uno       | Sol     | Gordo              | Los dejo               | Viento sur    | Perro   | Abuela   | Lechuza   | Suegro        |
| Lletres N – X                           | N      | O                       | P      | R/Rr      | Rh      | Ř                  | S                      | Š             | T       | U        | W         | X             |
| Pronunciat                              | en     | o                       | pe     | ar        | eɹ      | ɹʃ                 | es                     | ɕa            | te      | u        | wáu       | xa            |
| So IPA                                  | n      | o                       | p      | ɹ         | r       | ɹʃ                 | s                      | ɕ             | t       | u        | w         | x             |
| Exemple                                 | Nítral | Ofkís                   | Pušaki | Kárrpo    | Wárho   | Ákař               | Síma                   | Šúša          | Tapeá   | Umašamái | Wilóila   | Xíxa          |
| Pronunciació IPA                        | nitrál | ofkís                   | puɕaki | káɹpo     | wáro    | ákaɹʃ              | síma                   | ɕúɕa          | tapeá   | umaɕamái | wilóila   | xíxa          |
| Anglès                                  | Needle | Ears                    | Wood   | Cormorant | Cave    | House, hut, tent   | Water                  | Penguin       | Mom     | Barberry | Skua      | Canal         |
| Espanyol                                | Aguja  | Orejas                  | Leña   | Cormorán  | Cueva   | Casa, choza, carpa | Agua                   | Pingüino      | Mamá    | Calafate | Salteador | Canal         |
| Yágankuta — petit diccionari del Yagan. |        |                         |        |           |         |                    |                        |               |         |          |           |               |

## Gramàtica
Era una llengua altament aglutinant, d'ordre SOV i alineament nominatiu-acusatiu. Mancava d'article i gènere gramatical, però distingia en nombre singular, dual i plural. Posseïa 6 casos: nominatiu, acusatiu, datiu, locatiu i instrumental, sufixos i prefixos locatius, verbalitzadors, benefactius, predicatius, d'orientació, direcció, nominalització, entre d'altres.
El verb es conjugava en tres maneres: indicatiu, imperatiu, subjuntiu. També tenia:
Persona: primera, segona i tercera, 
Veu: causativa, reflexiva, recíproca i passiva.
Temps: present, passat pròxim, passat llunyà, futur pròxim i futur llunyà
Aspecte: continuatiu, duratiu i imprecís
Nombre: singular, dual i plural.
La forma plural dels verbs tenia diferents sufixos segons sigui col·lectiu, paucal, intransitiu, objectiu, entre d'altres, no obstant això, molts no van portar sufix i van anar totalment irregulars.
Una característica notable és que va ser una de les poques llengües d'Amèrica que utilitzava la serialització verbal.

## Exemples de vocabulari
- home: ua
- dona: kíppa
- gos: yashála
- sang: sáapa
- braç: kamáin
- cor: séskin
- lluna: hannúxa
- estel: appárnix
- neu: pánaxa
- pluja: pálaxa
- aigua: síma
- núvol: hóxka
- cel: seif
- foc: pusháki
- cendra: ahuá
- dia: móala
- badia: wáya
- canoa: ánan
- colibrí: ommóara[4]
- cadernera: tuin[4]
- llengua: lön
- idioma: kúta
- un: ukóali
- ungla: káluf
- vent: húsha
- panxa: wéina
- bosc: ashúnna
- mar: híxa
- guilla: chilóaia